# Beyond the Beginning
Beyond The Beginning è un doppio DVD live della band di rock progressivo Emerson, Lake & Palmer registrato e filmato in vari luoghi e pubblicato nel 2005. Il doppio DVD contiene alcune perle della loro carriera. Il primo DVD contiene una selezione di video estratti dai vari tour che vanno dal 1970 al 1997 con tanti extra come promo live ed esibizioni televisive. Il secondo invece contiene il concerto al California Jam Festival 1974, cui presero parte artisti come Deep Purple, Black Sabbath, The Eagles e tanti altri, con un pubblico di più di 200.000 persone.

## Disco 1
1. Take a Pebble (1970, The Beat Club TV Show)
2. Knife Edge (1971, Brussels Concert)
3. Rondo / Pictures at an Exhbition (1970, From Isle of Wight)
4. Rondo (1971, Brussels Concert)
5. Tarkus - Eruption (1972, Tokyo Concert)
6. Hoedown (1973, Milan Concert)
7. Tank (1973, Milan Concert)
8. Lucky Man (1974, California Jam)
9. Karn Evil 9, 3rd Impression (1974, California Jam)
10. Toccata (1974, Aquarius TV Show)
11. I Believe in Father Christmas (1975, Promo)
12. Honky Tonk Train Blues (1976, Oscar Peterson Piano Party)
13. Fanfare For The Common Man (1977, Promo Video)
14. Pirates (1977, Montreal Concert)
15. Tiger in the Spotlight (1977, Pop Rock TV Show)
16. Watching Over You (1978, Memphis Concert)
17. Tarkus (1992, Royal Albert Hall Concert):
18. Touch and Go (1997, Budapest Concert)

## Promo Videos
1. America (The Nice) - 1968 Beat Club TV Show
2. Fire (The Crazy World of A. Brown) - 1968 Beat Club TV Show
3. 21st Century Schizoid Man (King Crimson) - 1969 Hyde Park

## Bonus Footage
1. ELP in Rehearsal 1973
2. "The Story of the Album Covers" - Documentary
3. ELP at Brands Hatch 1973
4. Interview with Bob Moog

## Disco 2
- California Jam 1974, 44-Minute Performance:

1. Toccata
2. Still You Turn Me On
3. Lucky Man
4. Piano improvisations
5. Take A Pebble
6. Karn Evil 9 1st impression part 2
7. Karn Evil 9 3rd impression
8. Spinning Piano
9. Great Gates of Kiev

### Formazione
- Keith Emerson - tastiere
- Greg Lake - basso, chitarra, voce
- Carl Palmer - batteria